# Goldhunga
Goldhunga (nep. गोलढुंगा) – gaun wikas samiti w środkowej części Nepalu w strefie Bagmati w dystrykcie Katmandu. Według nepalskiego spisu powszechnego z 2001 roku liczył on 1310 gospodarstw domowych i 6967 mieszkańców (3422 kobiet i 3545 mężczyzn).